# عمار برناوي
عمار برناوي' لاعب كرة قدم جزائري، ومن أبرز لاعبي وفاق سطيف الجزائري كما لعب في نوادي عديدة ، جزائري الأصل، والجنسية، ولد بمدينة سطيف، يلعب كوسط ميدان.